# Province d'Ōmi
Pour les articles homonymes, voir Omi.
La province d'Ōmi (近江国, Ōmi no kuni) est une ancienne province du Japon qui correspond à l'actuelle préfecture de Shiga. Elle constituait un relais-clé de la route du Tōkaidō.
L'ancienne capitale était située près d'Ōtsu, qui était également une cité possédant un château d'importance majeure. Après la guerre d'Ōnin, Rokkaku Takayori, le daimyō de la province, saisit les terres et les manoirs possédés par les nobles de la cour impériale, les temples, et les sanctuaires, ce qui poussa en 1487 le shogun Ashikaga Yoshihisa (1465-1489) à mener une campagne (Rokkaku tobatsu) contre Rokkaku Takayori (1462-1520), mais le shogun meurt de maladie en 1489 sans laisser d'héritier.
Pendant la période Sengoku, la partie nord de la province était le fief de Mitsunari Ishida, l'opposant d'Ieyasu Tokugawa à la bataille de Sekigahara, bien qu'il passait plus de temps au château d'Osaka à administrer le fief du jeune fils de Hideyoshi Toyotomi. Après la défaite d'Ishida, Tokugawa donna le fief à ses alliés du clan Ii, qui construisirent le château et la ville de Hikone sur les ruines de Sawayama.
Le clan Rokkaku avait aussi des terres dans la province pendant la période Sengoku.
Au sud de la province se trouvait l'ancienne province de Kōga (autour de la ville de Kōka), qui serait l'un des deux lieux de naissance du ninjutsu, l'art des ninjas, avec la province d'Iga (écoles Kōga-ryū et Iga-ryū).
Le poète haïkaï Sōkan Yamazaki (1465-1553) est originaire d'Ōmi.